# GRAP2
GRAP2 (англ. GRB2-related adaptor protein 2) – білок, який кодується однойменним геном, розташованим у людей на короткому плечі 22-ї хромосоми. Довжина поліпептидного ланцюга білка становить 330 амінокислот, а молекулярна маса — 37 909.
| 10         |  | 20         |  | 30         |  | 40         |  | 50         |
| ---------- |  | ---------- |  | ---------- |  | ---------- |  | ---------- |
| MEAVAKFDFT |  | ASGEDELSFH |  | TGDVLKILSN |  | QEEWFKAELG |  | SQEGYVPKNF |
| IDIQFPKWFH |  | EGLSRHQAEN |  | LLMGKEVGFF |  | IIRASQSSPG |  | DFSISVRHED |
| DVQHFKVMRD |  | NKGNYFLWTE |  | KFPSLNKLVD |  | YYRTNSISRQ |  | KQIFLRDRTR |
| EDQGHRGNSL |  | DRRSQGGPHL |  | SGAVGEEIRP |  | SMNRKLSDHP |  | PTLPLQQHQH |
| QPQPPQYAPA |  | PQQLQQPPQQ |  | RYLQHHHFHQ |  | ERRGGSLDIN |  | DGHCGTGLGS |
| EMNAALMHRR |  | HTDPVQLQAA |  | GRVRWARALY |  | DFEALEDDEL |  | GFHSGEVVEV |
| LDSSNPSWWT |  | GRLHNKLGLF |  | PANYVAPMTR |  |            |  |            |

A: Аланін

C: Цистеїн

D: Аспарагінова кислота

E: Глутамінова кислота

F: Фенілаланін

G: Гліцин

H: Гістидин

I: Ізолейцин

K: Лізин

L: Лейцин

M: Метіонін

N: Аспарагін

P: Пролін

Q: Глутамін

R: Аргінін

S: Серин

T: Треонін

V: Валін

W: Триптофан

Кодований геном білок за функцією належить до фосфопротеїнів. 
Задіяний у таких біологічних процесах, як ацетилювання, альтернативний сплайсинг. 
Локалізований у цитоплазмі, ядрі, ендосомах.